# مقاطعة ويلسون (تينيسي)
مقاطعة ويلسون هي مقاطعة في تينيسي، بلغ عدد سكانها 113٬993  نسمة، في 2010، عاصمتها لبنان.

## الموقع
تشترك في الحدود مع:
- مقاطعة تروسديل (تينيسي)
- مقاطعة روثرفورد (تينيسي)
- مقاطعة ديفيدسون
- مقاطعة كانون
- مقاطعة سميث (تينيسي)
- مقاطعة ديكالب
- مقاطعة سومنر (تينيسي).

## التقسيمات الإدارية
- لبنان.

## أعلام
- توماس ستيفنسون درو
- بنجامين ديفيس ويلسون
- ديفيد توماس
- وليام جيه ألين